# Ambasciatore d'Austria nel Regno Unito
L'ambasciatore d'Austria nel Regno Unito è la maggiore carica diplomatica rappresentativa dell'Austria nel Regno Unito e capo della missione diplomatica a Londra.

## Storia
Rapporti diplomatici si sono intrattenuti tra Austria (e più propriamente tra i territori della monarchia asburgica) e Inghilterra a partire dal XVI secolo. Il Sacro Romano Impero, all'epoca di Carlo V, copriva un'estensione che spaziava dalla Germania all'Italia, sino alla Spagna, alle colonie americane ed ai Paesi Bassi, geograficamente molto vicini all'Inghilterra e per questo motivo di continui conflitti.
Durante il XVII secolo l'Inghilterra fu spesso contro l'Austria in supporto alle forze protestanti in Germania e quindi fu solo dal 1701 che i due paesi iniziarono a collaborare in vista della guerra contro la Francia. Nella guerra di Successione austriaca (1740-1748), tuttavia, la Gran Bretagna sostenne l'Austria contro il Prussia, così come nel 1756 nel corso della guerra dei Sette anni. Dal 1756 e fino a dopo il 1914, i due paesi rimasero nuovamente sostanzialmente ostili.
Dal 1816 all'ambasciatore Paolo III Antonio Esterházy di Galantha venne affittata "Chandos House" (Queen Anne Street, Nr. 2) come sede ufficiale per l'ambasciata austriaca, ove rimase sino al 1866 quando l'ambasciatore Rudolf Apponyi von Nagy-Appony decise di spostare l'ambasciata al n. 18 di Belgrave Square. Nel 1892 l'ambasciatore Franz Deym von Striteu acquistò definitivamente lo stabile come proprietà della corona austro-ungarica.

## Ambasciatori austriaci in Inghilterra
- 1514-1522 Bernardo de Mesa
- 1522-1525 Louis di Van Praet
- 1525-1525 Jean de le Sauch
- 1525-1526 Jean Jonglet
- 1526-1527 Giorgio di Theimseke
- 1526-1529 Íñigo López de Mendoza y Zúñiga
- 1529-1545 Eustace Chapuys
- 1539-1540 Philippe Maioris
- 1544-1550 François van Delft
- 1550-1553 Jean Scheyfve
- 1553-1555 Simon Renard
- 1680-1685 Franz Sigismund von Thurn ("vicelegato")
- 1685-1687 Georg Adam Martinitz
- 1687 Dominik Andreas von Kaunitz ("vicelegato")
- 1690 Sigismund Wilhelm von Königsegg
- 1691-1693 Gottlieb von Windischgrätz
- 1691-1693 Heinrich Johann Franz von Strattmann ("vicelegato")
- 1694-1700 Leopold von Auersperg ("vicelegato")
- 1701-1703 HR Johann Wenzel von Wratislaw ("vicelegato")
- 1702 Johann Joseph Jörger ("vicelegato")

## Ambasciatori austriaci in Gran Bretagna
- 1705-1711 Johann Wenzel von Gallas
- 1709 Johann Karl Karlkuefstein ("vicelegato")
- 1715-1717 Otto Christoph von Volckra
- 1717-1718 Johann Christoph Pentenriedter
- 1724-1727 Conrad Sigmund von Starhemberg
- 1726-1727 Karl Joseph von Palm ("vicelegato")
- 1727-1728 Giulio Visconti Borromeo Arese
- 1728-1736 Philipp Joseph Kinsky von Wchinitz und Tettau
- 1736-1740 Ignaz Johann Wasner
- 1740-1741 Franz Ferdinand Kinsky von Wchinitz und Tettau
- 1786-1790 Karl Emeryk Aleksander Reviczky von Revisnye
- 1790-1793 Johann Philipp Karl Joseph von Stadion
- 1793-1800 Ludwig von Starhemberg
- 1794 Florimond Claude de Mercy-Argenteau ("vicelegato")

## Ambasciatori austriaci nel Regno Unito
- 1800-1810 Ludwig von Starhemberg
- 1810-1814 Barone Wessembourg
- 1814-1815 Maximilian von Merveldt
- 1816-1842 Paolo III Antonio Esterházy di Galantha
- 1843-1848 Moritz II von Dietrichstein-Proskau-Leslie
- 1860-1871 Rudolf Apponyi von Nagy-Appony
- 1871-1878 Friedrich Ferdinand von Beust
- 1878-1888 Alois Korolyi von Nagy-Korolyi
- 1888-1903 Franz Deym von Striteu
- 1904-1914 Albert von Mensdorff-Pouilly-Dietrichstein
- 1920-1938 Georg von und zu Franckenstein

1938-1945: Relazioni diplomatiche gestite dalla Germania nazista
- 1946-1950: Heinrich Schmid
- 1952-1955: Lothar Wimmer
- 1955-1966: Johann von Schwarzenberg
- 1966-1970: Josef Schöner
- 1970-1975: Wilfried Platzer
- 1975-1978: Kurt Enderl
- 1979-1982: Heinrich Gleissner
- 1982-1987: Reginald Thomas
- 1987-1993: Walter Magrutsch
- 1993-1996: Georg Hennig
- 1997-2000: Eva Nowotny
- 2000-2003: Alexander Christiani
- 2004-2005: Ernst Sucharipa
- 2005-2010: Gabriele Matzner-Holzer
- 2010-2015: Emil Brix
- 2015-2018: Martin Eichtinger
- Dal 2018: Michael Zimmermann[1]